# Cyclaspis persculpta
Cyclaspis persculpta är en kräftdjursart som beskrevs av William Thomas Calman 1905. Cyclaspis persculpta ingår i släktet Cyclaspis och familjen Bodotriidae. Inga underarter finns listade i Catalogue of Life.